# Bo Peep
Bo Peep är en fiktiv figur i Disney–Pixars Toy Story-franchise, med amerikansk originalröst gjord av Annie Potts. I den första och andra filmen filmen i franchisen, så medverkar hon endast som biroll, samtidigt som hon även är kärleksintresse till dess huvudperson, Sheriff Woody. Efter att ha blivit bortlämnad innan händelserna i den tredje filmen år 2010, så återvände hon till den fjärde och senaste filmen i Toy Story-franchisen, denna gång som huvudkaraktär. Bos svenska röst har tidigare gjorts av Lena Ericsson i den första och andra filmen i franchisen, men inför karaktärens comeback till den fjärde filmen, så valde man att ta in Anette Belander som hennes svenska röst, då Ericsson redan hade hunnit avsluta sin röstskådespelarkarriär efter den andra filmens premiär år 1999/2000.